# Fingerborgsblomma
Fingerborgsblomma (Digitalis purpurea) har fått sitt namn av att blommorna är klocklika och passar på ett finger likt en fingerborg (dock ej rekommenderat till följd av växtens giftighet). Blomman kallas ibland också digitalis efter det vetenskapliga namnet. Blommorna kan vara violetta, rosa eller vita, fläckiga invändigt, och sitter i ensidig klase på den cirka 1–1,5 m höga stjälken. Fingerborgsblomman tillhör biennerna, de tvååriga växterna, men uppträder också som flerårig. Första året bildas en bladrosett som övervintrar och kan blomma nästa år. Den är en vanlig prydnadsväxt i trädgårdar och självsår sig lätt. Pollinatörer är oftast humlor och bin.
På Korsika förekommer underarten subsp. gyspergerae och i Portugal finns subsp. amandiana.

## Medicinalväxt
Digitalis har medicinsk användning som hjärtmedicin. Bladen utgör medicinen Folium digitalis. De i medicinen verksamma ämnena består av glykosider, av vilka den viktigaste är digitoxin. I fröna finns en annan verksam glykosid, digitalin.
Medicinen var känd och användes redan under medeltiden som ett verksamt medel mot vissa hjärtåkommor.

## Toxikologi
Hela växten är giftig och 2–3 blad är en dödlig dos för en vuxen. Växten är giftig även för nötkreatur, hästar, getter och får.

## Namn
Växten kallas fingerborgsört, fingerhatt, biskopsmössa, madams tofflor och toffelblomma (ej att förväxla med toffelblomsväxter, en annan familj).

## Galleri

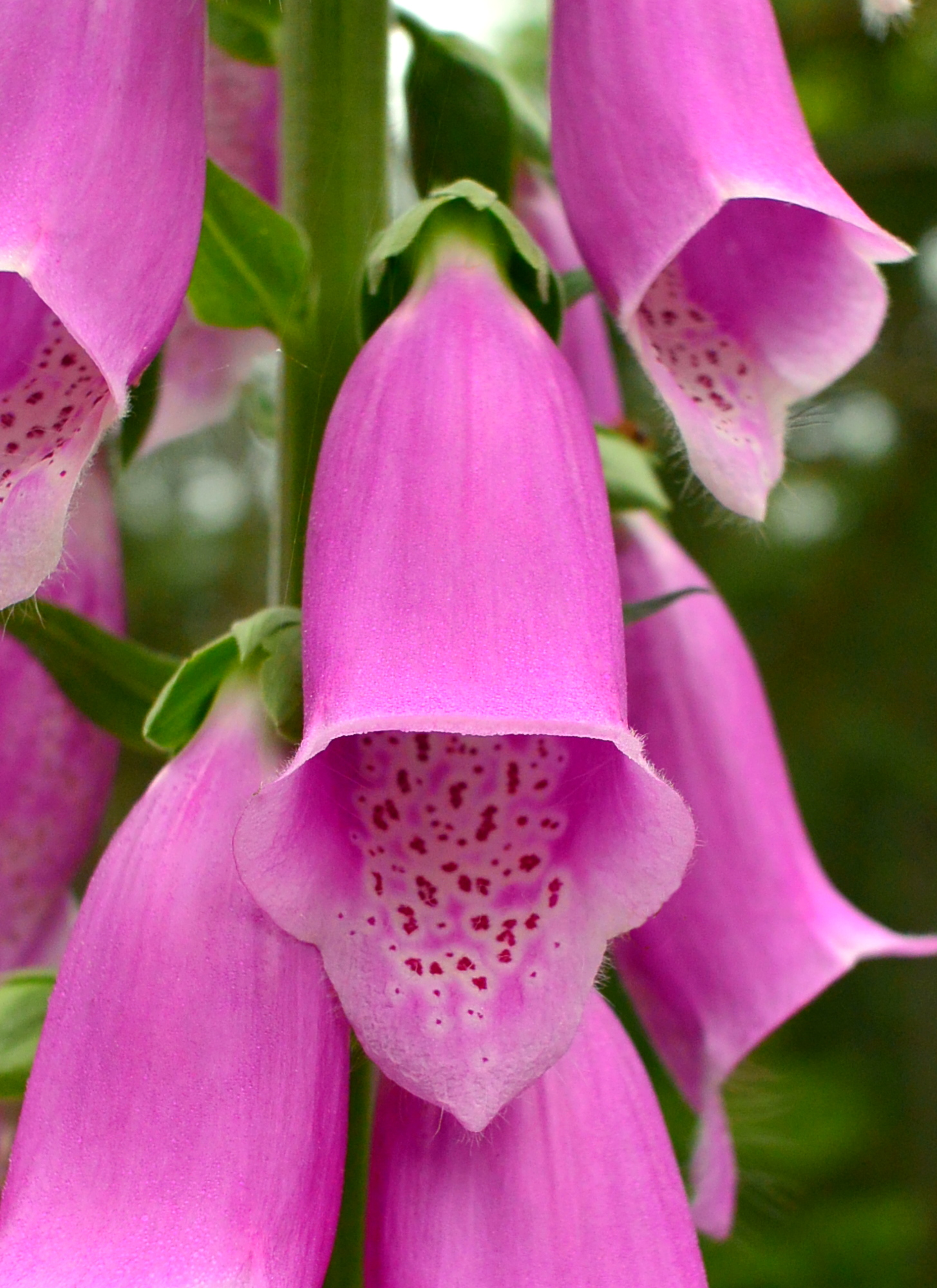
Fingerborgsblomma, närbild
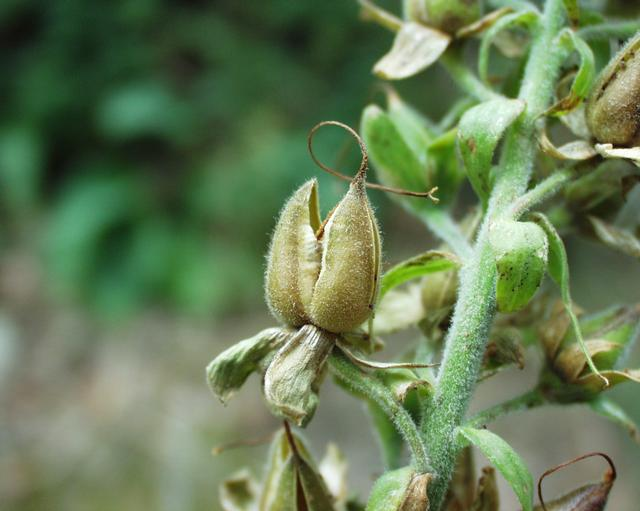
Frukter (sprickkapslar)
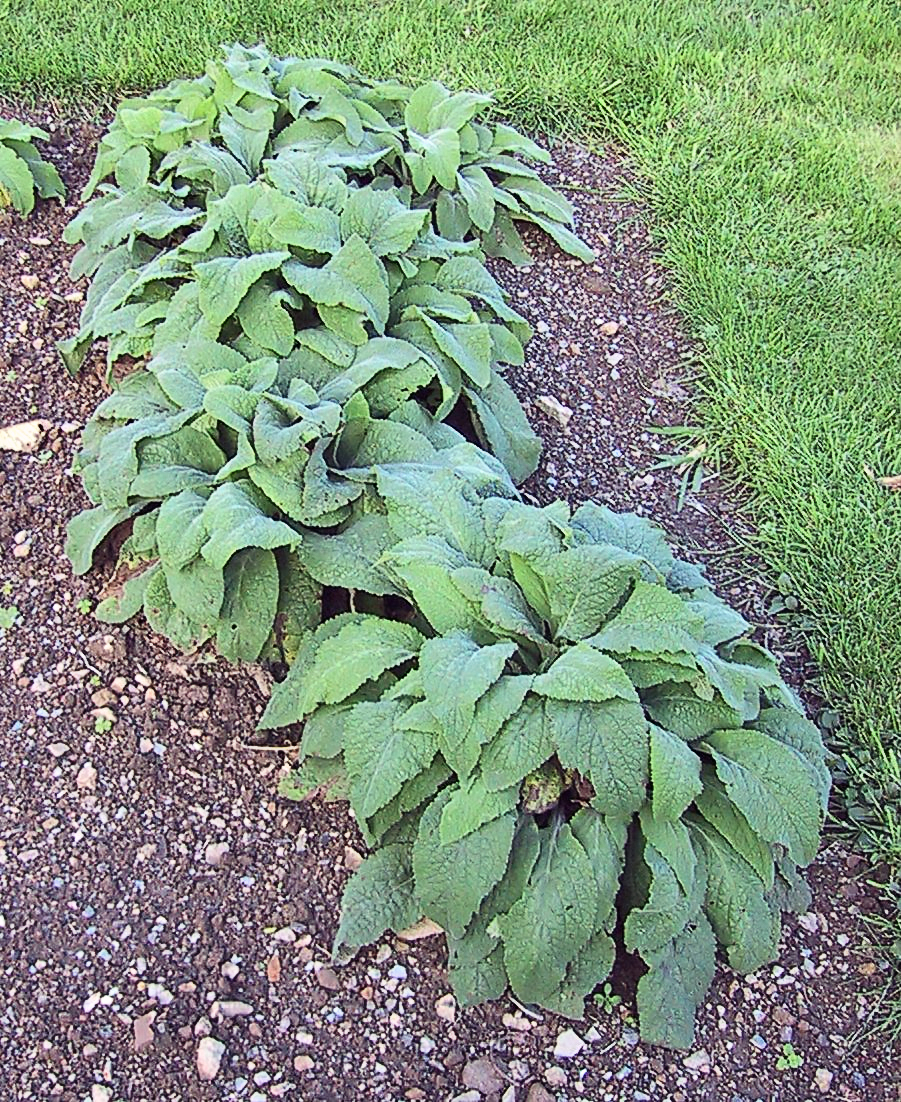
Fullvuxna bladrosetter

## Synonymer
subsp. purpurea
- Digitalis alba Schrank
- Digitalis libertiana Dumort.
- Digitalis miniana Samp.
- Digitalis minor L.
- Digitalis nevadensis Kunze
- Digitalis purpurascens Lej.
- Digitalis purpurea var. humilis Rouy
- Digitalis speciosa Salisb.  nom. illeg.
- Digitalis tomentosa Hoffmanns. & Link

subsp. amandiana (Samp.) Hinz
- Digitalis amandiana Samp.
- Digitalis purpurea var. amandiana (Samp.) K. Werner

subsp. gyspergerae (Rouy) Rouy 
- Digitalis gyspergerae Rouy
- Digitalis purpurea var. gyspergerae (Rouy) Fiori
- Digitalis purpurea var. gyspergerae (Rouy) P.Fourn.